# جانير أغجا
جانير أغجا (بالتركية: Caner Ağca)‏ هو لاعب كرة قدم تركي في مركز الوسط، ولد في 28 أكتوبر 1984 في إزمير في تركيا. لعب مع بوجاسبور وبولو سبور وعثمانلي سبور وكارسياكا ومرسين إيدمانيوردو ويني ملطية سبور.

## وصلات خارجية
- جانير أغجا على موقع اتحاد تركيا (لاعب) (الإنجليزية)
- جانير أغجا على موقع قاعدة بيانات كرة القدم.إي يو (الإنجليزية)
- جانير أغجا على موقع عالم كرة القدم.نت (الإنجليزية)